# خودت را پیدا کن
خودت را پیدا کن (انگلیسی: Find Yourself; چینی: 下一站是幸福; پین‌یین: Xiàyízhàn Shì Xìngfú) یک مجموعه تلویزیونی چینی محصول سال ۲۰۲۰ با بازی ویکتوریا سونگ و سونگ ویلونگ است. این مجموعه از ۲۶ ژانویه ۲۰۲۰ از هونان تی‌وی و نتفلیکس پخش شد.